# Obrijež
Obrijež je naselje v občini Bijeljina, Bosna in Hercegovina. 

## Deli naselja
Obrijež in Prodanovići.

## Prebivalstvo
| Pregled števila prebivalcev po letih | Pregled števila prebivalcev po letih | Pregled števila prebivalcev po letih | Pregled števila prebivalcev po letih | Pregled števila prebivalcev po letih | Pregled števila prebivalcev po letih |
| ------------------------------------ | ------------------------------------ | ------------------------------------ | ------------------------------------ | ------------------------------------ | ------------------------------------ |
| 1948                                 | 1953                                 | 1961                                 | 1971                                 | 1981                                 | 1991                                 |
| -                                    | -                                    | -                                    | 247                                  | 234                                  | 218                                  |

| Narodna sestava prebivalstva po letih                                                                                    | Narodna sestava prebivalstva po letih                                                                                       | Narodna sestava prebivalstva po letih                                                                                      |
| --- | --- | --- |
| 1971 | 1981 | 1991 |
| . skupaj: 247 Srbi 247 (100 %) Hrvati 0 (0,00 %) Muslimani 0 (0,00 %) Jugoslovani 0 (0,00 %) drugi in neznano 0 (0,00 %) | . skupaj: 234 Srbi 209 (89,31 %) Muslimani 1 (0,42 %) Hrvati 0 (0,00 %) Jugoslovani 23 (9,82 %) drugi in neznano 1 (0,42 %) | . skupaj: 218 Srbi 210 (96,33 %) Hrvati 0 (0,00 %) Muslimani 0 (0,00 %) Jugoslovani 6 (2,75 %) drugi in neznano 2 (0,91 %) |